# Clean Freak! Aoyama kun
Clean Freak! Aoyama kun (潔癖男子！青山くん?, Keppeki danshi! Aoyama-kun, lett. "Il ragazzo meticoloso! Aoyama") è un manga scritto e disegnato da Taku Sakamoto, edito da Shūeisha dal 20 maggio 2014 al 4 gennaio 2018. Un adattamento anime, realizzato da Studio Hibari, è stato trasmesso in Giappone tra il 2 luglio e il 17 settembre 2017.

## Personaggi
Aoyama (青山?)
Doppiato da: Ryōtarō Okiayu
Kaoru Zaizen (財前 かおる?, Zaizen Kaoru)
Doppiato da: Tomokazu Seki
Moka Gotō (後藤 もか?, Gotō Moka)
Doppiata da: Anzu Haruno

## Media

### Manga
Il manga, scritto e disegnato da Taku Sakamoto, dopo essere stato serializzato in un primo momento sulla rivista Miracle Jump di Shūeisha dal 20 maggio 2014, è stato trasferito su Weekly Young Jump dove è proseguito dal 29 gennaio 2015 al 4 gennaio 2018. I vari capitoli sono stati raccolti in tredici volumi tankōbon, pubblicati tra il 19 gennaio 2015 e il 19 marzo 2018.

#### Volumi
| Nº | Data di prima pubblicazione | Data di prima pubblicazione | Data di prima pubblicazione |
| Nº | Giapponese                  | Giapponese                  |                             |
| -- | --------------------------- | --------------------------- | --------------------------- |
| 1  | 19 gennaio 2015             | ISBN 978-4-08-890101-5      |                             |
| 2  | 19 giugno 2015              | ISBN 978-4-08-890153-4      |                             |
| 3  | 19 novembre 2015            | ISBN 978-4-08-890308-8      |                             |
| 4  | 19 febbraio 2016            | ISBN 978-4-08-890360-6      |                             |
| 5  | 17 giugno 2016              | ISBN 978-4-08-890460-3      |                             |
| 6  | 19 ottobre 2016             | ISBN 978-4-08-890546-4      |                             |
| 7  | 17 febbraio 2017            | ISBN 978-4-08-890594-5      |                             |
| 8  | 19 giugno 2017              | ISBN 978-4-08-890643-0      |                             |
| 9  | 19 giugno 2017              | ISBN 978-4-08-890685-0      |                             |
| 10 | 19 luglio 2017              | ISBN 978-4-08-890704-8      |                             |
| 11 | 17 novembre 2017            | ISBN 978-4-08-890782-6      |                             |
| 12 | 19 marzo 2018               | ISBN 978-4-08-890875-5      |                             |
| 13 | 19 marzo 2018               | ISBN 978-4-08-890876-2      |                             |

### Anime
Annunciato il 2 febbraio 2017 sul Weekly Young Jump di Shūeisha, un adattamento anime, prodotto da TMS Entertainment e diretto da Kazuya Ichikawa presso Studio Hibari, è andato in onda dal 2 luglio al 17 settembre 2017. Le sigle di apertura e chiusura sono rispettivamente White dei Bentham e Taiyō ga kureta kisetsu (太陽がくれた季節?) di Ryōtarō Okiayu, Tomokazu Seki, Sōichiro Hoshi, Daisuke Sakaguchi e Hiroyuki Yoshino. In tutto il mondo, ad eccezione dell'Asia, gli episodi sono stati trasmessi in streaming in simulcast, anche coi sottotitoli in lingua italiana, da Crunchyroll.

#### Episodi
| Nº | Titolo italiano Giapponese 「Kanji」 - Rōmaji                                                       | In onda           | In onda |
| Nº | Titolo italiano Giapponese 「Kanji」 - Rōmaji                                                       | Giapponese        |         |
| 1  | Aoyama ha il pallino della pulizia 「青山くんはキレイ好き」 - Aoyama-kun wa kireizuki               | 2 luglio 2017     |         |
| 2  | Aoyama, ti ricordi? 「青山くんは覚えてる？」 - Aoyama-kun wa oboeteru?                              | 9 luglio 2017     |         |
| 3  | Il motivo per cui Aoyama non è qui 「青山くんがいない理由」 - Aoyama-kun ga inai riyū               | 16 luglio 2017    |         |
| 4  | Narita mantiene il segreto 「成田くんは秘密にしてる」 - Narita-kun wa himitsu ni shiteru            | 23 luglio 2017    |         |
| 5  | Tsukamoto, una vita da passivo 「塚本くんはウケが命」 - Tsukamoto-kun wa uke ga inochi              | 30 luglio 2017    |         |
| 6  | Ozaki-kun ha il suo orgoglio 「尾崎くんにはプライドがある」 - Ozaki-kun ni wa puraido ga aru        | 6 agosto 2017     |         |
| 7  | Odagiri non riesce a entrare 「小田切さんはなかなか入らない」 - Odagiri-san wa nakanaka hairanai    | 13 agosto 2017    |         |
| 8  | Umeya è molto paziente 「梅屋くんは忍耐強い」 - Umeya-kun wa nintaizuyoi                            | 20 agosto 2017    |         |
| 9  | Miwa vuole andare in ritiro 「美和ちゃんは合宿がしたい」 - Miwa-chan wa gasshuku ga shitai          | 27 agosto 2017    |         |
| 10 | Aoyama ha molti segreti 「青山くんは秘密が多い」 - Aoyama-kun wa himitsu ga ōi                      | 3 settembre 2017  |         |
| 11 | Sakai ha cambiato taglio di capelli 「坂井くんの髪型が変わった」 - Sakai-kun no kamigata ga kawatta | 10 settembre 2017 |         |
| 12 | Il motivo della scelta di Aoyama 「青山くんの選んだ理由」 - Aoyama-kun no eranda riyū               | 17 settembre 2017 |         |